# 世嘉嘉嘉
《世嘉嘉嘉》（日语： Segagaga ?，封面标题中简写为“SGGG”，另又译作“世嘉小子”）是一款推出于2001年的角色扮演模拟游戏，由Hitmaker开发，并由世嘉在日本发行于Dreamcast。其被描述为“世嘉模拟器”，玩家会在游戏中操控主角瀨賀太郎来帮助陷入困境的世嘉应对已经占领97%的游戏主机市场份额的竞争对手DOGMA。游戏玩法包括与来自世嘉各个开发部门的员工及游戏角色对战。本作中含有许多对世嘉本身及对整个游戏行业，尤其是对索尼电脑娱乐及其旗下的游戏主机PlayStation 2的戏谑。
本作由冈野哲主导开发，他先是在私底下秘密进行了两年的开发之后才把这款游戏展示给世嘉。世嘉起初认为这款游戏只是一个玩笑，并未加以理会。但之后的第二次演示打动了世嘉，他们允许让这款游戏的开发继续下去，但他们只提供了很低的开发预算。而游戏的片头和过场动画则是由东映动画制作的。游戏的营销推广是由冈野哲本人带着仅三万日元的宣传预算进行的，这笔稀少的预算大半都被拿来制作一个在线下宣传活动中使用的摔跤面具。由于版权因素，一些原计划登场的角色，如世嘉三四郎和游戏《超越》中的法拉利都被迫从游戏中移除。《世嘉嘉嘉》最初仅在Sega Direct在线服务中提供，由于其出乎意料的受欢迎程度，其最终得以发行实体版本。
《世嘉嘉嘉》受到了来自游戏评论家们的普遍好评，其游戏性以及幽默与怪诞的特质都使其获得了赞誉。而在《世嘉嘉嘉》发布两天后的3月31日，Dreamcast便被世嘉正式停产，它也因此成为在Dreamcast停产前最后发布的游戏之一。

## 游戏内容

本作游戏截图，图中为主角濑贺太郎与另一款世嘉自家游戏《歡樂森巴》的主角Amigo（アミーゴ）进行对战。

《世嘉嘉嘉》是一款角色扮演模拟游戏，其被描述为“世嘉模拟器”，玩家会在游戏中操控主角瀨賀太郎来帮助陷入困境的世嘉应对其强势的竞争对手DOGMA。玩家需要穿梭于世嘉旗下各个开发工作室，和各个由于高强度的工作而变异的员工们进行对战。不同于其它角色扮演游戏，太郎是使用言语来进行攻击的，例如骂这些员工做出的游戏很糟糕，或是羞辱他们永远都交不到女朋友。而敌方则带着“意志力槽”，玩家要透过辱骂他们来削弱他们的意志力槽，而当他们的意志力槽归零时，玩家便会胜出。而战斗失败则会损失掉一个月的开发时间，这会影响到整个游戏进程。
若敌人被击败，他们就可能会同意与玩家结盟并提供帮助。如果他们选择了和玩家结盟，那么玩家就要在十秒内快速回答他们提出的问题，例如员工的薪水和工作条件如何。如果玩家回答成功，那么玩家就能将这位员工编入任一开发组，任命他们为制作人、设计师、策划或是程序员——开发团队的壮大会提升玩家的耐力和“创造力”，但同时也会在游戏的后半部分拖累玩家。玩家可以自行决定是让团队缓慢产出高品质游戏，或是快速产出垃圾游戏来牟利。游戏最终会在经过三年的游戏内时间之后结束，最终结局取决于玩家的表现。
《世嘉嘉嘉》的一大特点是其穿插有许多世嘉旗下其它游戏系列的内容，同时还对当时的整个游戏行业进行了戏谑和恶搞。主角会在游戏中遇到众多世嘉游戏角色，包括刺猬索尼克、外星王子、阿历克斯小子、《发条骑士》中的佩珀三世军士、《梦幻之星II》中的涅、《幻想地带》的欧帕欧帕、《战斧》系列中的坏兄弟、《Baku Baku Animal》中的熊猫、《歡樂森巴》的主角Amigo、《冲破火网》中的F-14雄猫式战斗机。到游戏末尾时，主角将会驾驶以世嘉世嘉R-360街机为原型的“R-720”飞船进入太空，之后会进入一段致敬了《闪电出击》的射击关卡，主角在这一关卡中面对的对手包括不断变形的Mega Drive、土星和Master System等世嘉此前推出的各代游戏主机。本作故事背景设定于2025年，此时的世嘉在游戏机市场中仅剩3%的市场份额，而游戏中世嘉的竞争对手DOGMA则占有余下97%的市场份额。DOGMA是对世嘉在现实中的竞争对手索尼电脑娱乐的恶搞，此外游戏还恶搞了PlayStation 2和其他索尼旗下的游戏角色。为了拯救深陷于困境之中的世嘉，公司启动了“世嘉嘉嘉计划”，并通过超级电脑从公司外选中了主角濑贺太郎和羽田弥生来实行这个计划，帮助世嘉反击竞争对手，占领100%的市场份额，称霸全行业。

## 开发

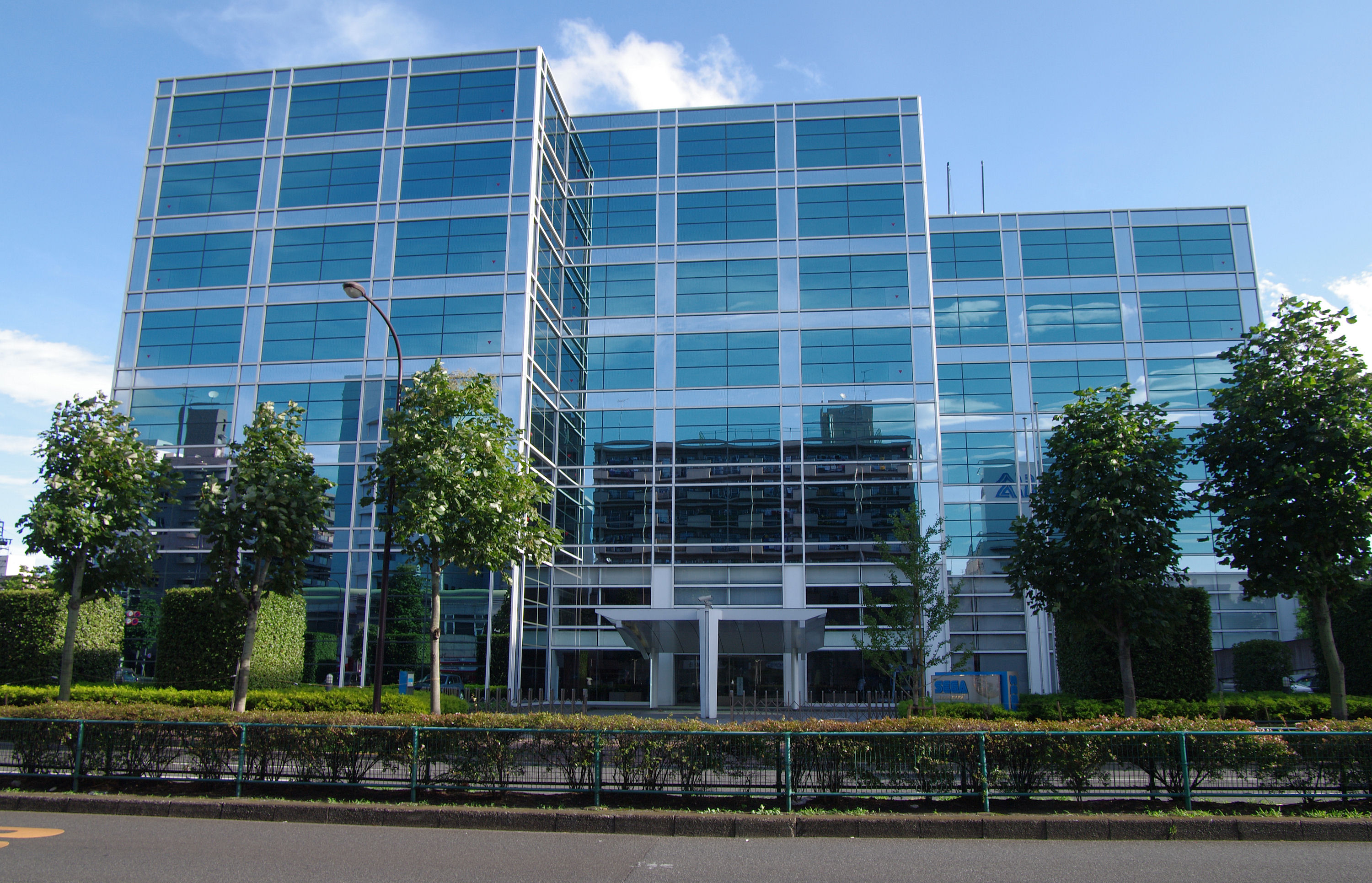
世嘉在东京大田区的前办公室

《世嘉嘉嘉》是由冈野哲设计和监制的，出于对项目曝光之后“可能造成的任何后果”的担心，他先是私底下秘密进行了两年的开发之后才把这个提案呈现给公司。当他进行首次展示的时候，公司还以为这只是一个玩笑，并没有加以理会。但冈野之后的第二次展示给Hitmaker的总裁小口久雄留下了很深的印象，他允许冈野继续开发这款游戏，但公司对该项目给出的制作预算很少。之后东映动画又以折扣价承接了这款游戏的开场与过场动画制作，而之前参与了炼金工房系列早期作品的制作的山西利治则担任了本作的作曲家。
本作的开发由此前制作过《疯狂出租车》和《VR网球》等知名作品的世嘉AM3负责。游戏最初被命名为“世嘉世嘉”，但这个名字里重叠的“世嘉”一词听起来比较突兀，所以后来又调整为「世嘉嘉嘉」。冈野向这款游戏中加入了大量世嘉旗下的知名游戏角色和游戏元素，游戏的早期版本里存在有近300个制作问题，而其中的版权问题又导致一些本计划登场的角色被移除，例如世嘉土星的宣传形象世嘉三四郎和《超越》中的法拉利。世嘉审查了最终成品之后认为这款游戏不会为公司带来负面影响，遂授权发行。

## 发布
冈野只从公司拿到了三万日元的营销费用，其中有两万日元都被他拿去制作一副在线下宣传活动中使用的摔跤面具。他带着这副面具在秋叶原内的四家商店分别举行了签售活动，并为游遍四场活动的玩家授予粉丝称号。世嘉的公关主管竹崎忠和另一位Hitmaker员工笹原拓协助了推广工作，他们还设法让报纸对这款游戏进行了整版报道。《世嘉嘉嘉》于2001年3月29日透过Sega Direct在线服务在日本发售，同日发售的还有一款Mega Drive风格的Dreamcast VMU。当年5月1日，日本成年孩童协会（日語：日本アダルトチルドレン協会）因发现这款游戏中的一个角色名为“成年孩童”而向世嘉提出控诉，这个词汇在日语里可被用作指代在机能不全家庭中长大的孩子；世嘉为此做出公开道歉，并重新发布了修改版游戏。《世嘉嘉嘉》在发布后大受欢迎，促使世嘉又为其发行了实体版本，后来还增加了廉价版本。此外，世嘉还给这款游戏推出了一个收藏版本，其中除游戏本体外，包含一件印有《世嘉嘉嘉》徽标的T恤，一本笔记本，以及一盒分别印有世嘉嘉嘉、世嘉Mark III、Mega Drive、Game Gear、土星和Dreamcast徽标的徽章。
游戏结尾处以《闪电出击》为灵感来源的射击关卡后来又被世嘉单独拿出，以《世嘉嘉嘉R-720》为题，于2005年6月2日在日本透过Sega Ages移动服务面向手机作为一个单独的游戏发布，其还增加了一些在原版游戏中没有的额外军队和头目，例如一个新的大世嘉土星头目。游戏的原声带最初在于2001年12月分为两部分在日本发行，分别命名为《世嘉嘉嘉原声带 蓝色版》和《世嘉嘉嘉原声带 红色版》。2006年，为了纪念游戏发布五周年，世嘉又于当年7月20日发行了《SGGG5 原声带》，统一收集了前两张原声带中的所有音乐，同时还附有五首没被游戏使用的曲目，这张原声带后来又在2015年于iTunes和亚马逊音乐以数字版的形式发布。

## 反响
| 媒体               | 得分    |
| ------------------ | ------- |
| Fami通             | 31/40   |
| Dreamzone          | 43/100  |
| Joypad             | ?/100   |
| Dreamcast Magazine | 6.66/10 |

发行于Dreamcast生命末期的《世嘉嘉嘉》没能取得商业成功。其发布后的首周销量仅为约18000份，最终销量仅约34000份。
日本杂志《Fami通》赞扬了本作对世嘉经典游戏角色和设定元素的运用，同时也称赞了这款游戏的角色扮演元素，以及包括DOGMA在内的，对整个游戏行业的幽默恶搞。而《Dreamcast美国官方杂志》则赞扬了这款游戏的幽默特质和怪诞设定，称这款游戏的设定和游戏的内容量“会惊艳到很多人”，他们同时也对这款游戏未能在日本国外发布感到遗憾。法国杂志《Joypad》则表示这款游戏实在是太过于独特，以至于他们无法给出评分。而《日本Dreamcast杂志》则评价称，尽管这款游戏有着“雄心勃勃”的设定，但他们认为只有世嘉的粉丝才能欣赏到这款游戏的幽默感。他们同时还把这款游戏的玩法与同时期上市的《樱花大战3 ～巴黎在燃烧吗～》做了对比，并建议RPG爱好者们选购后者而非《世嘉嘉嘉》。
线上游戏杂志《Hardcore Gaming 101》的编辑库尔特·卡拉塔在2009年发布的一篇回顾评测中也赞扬了这款游戏的玩法和幽默特质，他同时还特别指出了这款游戏对整个日本电子游戏行业的恶搞，以及在世嘉濒临崩溃之际对世嘉自身的审视和反思。他同时还称赞了游戏中大量能引起世嘉粉丝共鸣的“粉丝福利”，以及游戏怪诞的战斗系统。卡拉塔在这篇评测的末尾写道：“任何愿意跨越语言障碍尝试这款游戏的人都会发现，这是有史以来最具原创性和自省性的游戏之一，而对世嘉的粉丝来说，这款游戏就是一个能让他们梦想成真的机会”。杂志《怀旧玩家》则在2020年发表的评价中称这款游戏依旧是“一款疯狂的自省性天才之作，每个对游戏行业历史感兴趣的人都应该来玩一玩这款游戏。”，同时还高度赞扬了游戏奇特的战斗系统和对当时现实中濒临结业的世嘉的戏谑调侃。Eurogamer的则把本作列为世嘉最奇特的游戏作品之一，他写道：“在世嘉最后一台主机宿命般的终章里，愁云惨雾弥漫四周，但《世嘉嘉嘉》却用它绝妙的幽默自嘲打破了这一切”。GamesRadar+的克里斯·安蒂斯塔则称这款游戏是Dreamcast“惊人而怪诞的绝唱”，并希望世嘉能在Xbox Live等线上游戏服务中重新发行这款游戏。